# Umlage U3
Die Umlage U3 (Insolvenzgeldumlage) ist eine in Deutschland von den Arbeitgebern monatlich zu zahlende Umlage, durch welche die Mittel für die Zahlung des Insolvenzgeldes aufgebracht werden. Insolvenzgeld erhalten Arbeitnehmer, die wegen der Insolvenz ihres Arbeitgebers kein Arbeitsentgelt erhalten haben. Die Insolvenzgeldumlage müssen alle insolvenzfähigen Arbeitgeber zahlen, unabhängig davon, wie viele Arbeitnehmer sie beschäftigen. Privathaushalte müssen keine Umlage zahlen. Die Umlage wird von der Einzugsstelle, die auch den Gesamtsozialversicherungsbeitrag einzieht (Krankenkasse), in Höhe eines bestimmten Prozentsatzes (2016: 0,12 %, 2017: 0,09 %, 2018–2020: 0,06 %, 2021: 0,12 %, 2022: 0,09 %, 2023–2024: 0,06 %, 2025: 0,15 %) vom rentenversicherungspflichtigen Bruttoarbeitsentgelt des Arbeitnehmers eingezogen und an die Bundesagentur für Arbeit weitergeleitet. Im Beitragsnachweis ist die Umlage unter dem Beitragsgruppenschlüssel 0050 anzugeben.
Die Umlage für das Insolvenzgeld ist neben den Umlagen U1 und U2, durch die die Arbeitgeberaufwendungen für Entgeltfortzahlung bei Krankheit und Mutterschaft ausgeglichen werden, eine dritte von den Arbeitgebern zu tragende Umlage. Deshalb hat sich die Bezeichnung U3 verbreitet, obwohl es sich dabei nicht um eine offizielle Bezeichnung handelt.

## Rechtsgrundlage
Rechtsgrundlage für die Erhebung der Umlage sind die § 358 bis 362 SGB III und die jeweilige Verordnung zur Festsetzung des Umlagesatzes für das Insolvenzgeld.

## Nicht umlagepflichtige Arbeitgeber
Von der Umlage befreit sind der Bund, die Länder, die Gemeinden sowie die Körperschaften, Stiftungen und Anstalten des öffentlichen Rechts, über deren Vermögen ein Insolvenzverfahren nicht zulässig ist, außerdem solche juristischen Personen des öffentlichen Rechts, bei denen der Bund, ein Land oder eine Gemeinde kraft Gesetzes die Zahlungsfähigkeit sichert; ausgenommen von der Umlagepflicht sind ferner private Haushalte.
Das Bundessozialgericht hat mit einem Urteil vom 23. Oktober 2014 (B 11 AL 6/14 R) folgendes klargestellt:
Wohnungseigentumsgemeinschaften können zur Zahlung einer Insolvenzgeld-Umlage für die von ihnen zur ordnungsmäßigen Instandhaltung und Instandsetzung des gemeinschaftlichen Eigentums Beschäftigten (Hausmeister, Reinigungskräfte usw.) nicht herangezogen werden. Der Grund: Es ist gesetzlich ausgeschlossen, dass über das Verwaltungsvermögen von Wohnungseigentümergemeinschaften ein Insolvenzverfahren stattfindet. Damit können es auch keine Ansprüche auf Zahlung von Insolvenzgeld an Beschäftigte geben.

## Höhe der Umlage
| Umlage U3 | Umlage U3 | Umlage U3 |
| Jahr      | Satz      | Q         |
| --------- | --------- | --------- |
| 2009      | 0,10 %    |           |
| 2010      | 0,41 %    |           |
| 2011      | 0,00 %    |           |
| 2012      | 0,04 %    |           |
| 2013      | 0,15 %    | [ 2 ]     |
| 2014      | 0,15 %    |           |
| 2015      | 0,15 %    |           |
| 2016      | 0,12 %    | [ 3 ]     |
| 2017      | 0,09 %    | [ 4 ]     |
| 2018      | 0,06 %    | [ 5 ]     |
| 2019      | 0,06 %    | [ 6 ]     |
| 2020      | 0,06 %    | [ 7 ]     |

Die Umlage ist in Höhe eines bestimmten Prozentsatzes (Umlagesatz) von dem Arbeitsentgelt zu entrichten, nach dem die Beiträge zur gesetzlichen Rentenversicherung für die im Betrieb beschäftigten Arbeitnehmerinnen, Arbeitnehmer und Auszubildenden bemessen werden. Sie ist somit durch die Beitragsbemessungsgrenze der Rentenversicherung gedeckelt. Innerhalb der Gleitzone gilt ein gesondertes Berechnungsverfahren. Bei rentenversicherungsfreien oder von der Rentenversicherungspflicht befreiten Arbeitnehmern ist dasjenige Arbeitsentgelt maßgebend, nach dem die Rentenversicherungsbeiträge im Falle des Bestehens von Rentenversicherungspflicht zu berechnen wären.

## Einzugsverfahren
Wie bei der U1 und der U2 ist auch die Insolvenzgeldumlage allein vom Arbeitgeber zu tragen. Sie wird mit dem Gesamtsozialversicherungsbeitrag fällig. Die Umlage ist zusammen mit dem Gesamtsozialversicherungsbeitrag über die Krankenkassen als Einzugsstellen monatlich am drittletzten Banktag des laufenden Monats zu entrichten. Die Einzugsstellen führen die Umlage an die Bundesagentur für Arbeit ab.
Bei geringfügig Beschäftigten (450-EUR-Jobs und kurzfristige Beschäftigungen) wird der Umlagesatz zusammen mit den Pauschalabgaben und den Umlagen U1 und U2 an die Minijob-Zentrale bei der Deutschen Rentenversicherung Knappschaft-Bahn-See abgeführt.
Wird die Umlage nicht pünktlich zum Fälligkeitstag entrichtet, werden Säumniszuschläge in Höhe von 1 v.H. für jeden angefangenen Monat der Säumnis fällig.

## Geschichte
Bis Ende 2008 wurde die Umlage als Fremdaufgabe durch die Unfallversicherungsträger erhoben, die der Bundesagentur die Aufwendungen für das Insolvenzgeld erstatteten. Feststellung und Berechnung der Umlage erfolgten durch die Unfallversicherungsträger grundsätzlich nach Ablauf eines Kalenderjahres aufgrund der umzulegenden Vorjahresausgaben der Bundesagentur für Arbeit und der Vorjahresentgelte der Beschäftigten. Dabei hatten die Unfallversicherungsträger vierteljährlich Abschläge an die Bundesagentur für Arbeit zu zahlen. Die Umlageerhebung durch die Unfallversicherungsträger erfolgten unterschiedlich, z. B. vierteljährlich, halbjährlich oder einmal im Jahr.
Durch das Unfallversicherungsmodernisierungsgesetz vom 30. Oktober 2008 mit Wirkung zum 1. Januar 2009 wurde die Umlage U3 eingeführt.